# Chetian, Chongqing
Chetian (kinesiska: 车田) är en socken i sydvästra Kina. Den ligger i häradet Youyang i storstadsområdet Chongqing, omkring 240 kilometer öster om det centrala stadsdistriktet Yuzhong. Antalet invånare är 4946. Befolkningen består av 2 394 kvinnor och 2 552 män. Barn under 15 år utgör 29,0 %, vuxna 15-64 år 58 %, och äldre över 65 år 12,0 %.